# Centaure

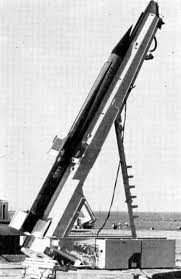
Centaure-Rakete

Centaure ist die Bezeichnung einer zweistufigen, französischen Höhenforschungsrakete, bestehend aus einer „Belier“-Startstufe und einer „Venus“-Oberstufe.
Die Belier wurde 230-mal gebaut und von Hammaguir, Reggane, CELPA, Salto di Quirra, Esrange, Thumba, Sonmiani und Andøya gestartet. Die Centaure hat eine maximale Nutzlast von 60 kg, eine Gipfelhöhe von 140 km, einen Startschub von 44 kN, eine Startmasse von 457 kg, einen Durchmesser von 0,28 m und eine Länge von 6,02 m.
Centaure hatte insgesamt fünf Misserfolge. 97,3 % der Flüge waren erfolgreich. Der erste Misserfolg passierte am 1. Dezember 1962, der letzte am 14. April 1969.
Sie gehörte damit zu einer Familie von Feststoffraketen, die aus der Belier, der Centaure, der Dragon, der Dauphin und der Eridan bestand.